# تیران خاچاتریان
تیران وازگنوویچ خاچاتریان ( ارمنی: Տիրան Վազգենի Խաչատրյան ؛ زاده ۱۹۷۷) ، افسر ارمنی، معاون اول رئیس ستاد کل نیروهای مسلح ارمنستان، سپهبد، و قهرمان ملی ارمنستان است.

## زندگی و حرفه
تیران وزگنوویچ خاچاتریان در ۲۰ ژوئیه ۱۹۷۷ در جمهوری شوروی ارمنستان، اتحاد جماهیر شوروی، متولد شد .
او در سال ۱۹۸۷ به گروه داوطلبانه "پروشیان" پیوست و در عملیات در کنار روستاهای مرزی منطقه نوامبرین در ارمنستان شرکت کرد. در طول جنگ قره باغ، از سال ۱۹۹۰ تا ۱۹۹۱، او به عنوان دیدبان در نیروهای مسلح ارمنستان خدمت میکرد تا ارتباط بین مناطق مرزی کشور، جمهوری جدا شده آرتساخ و ایروان برقرار باشد. او از سال ۱۹۹۱ تا ۱۹۹۴ در گردان ARF شوشی جنگید.
در ۴ سپتامبر ۲۰۱۳ ، با حکم رئیس جمهور ارمنستان، با انعقاد قراردادی پنج ساله، به عنوان رئیس گروه آموزش رزمی نیروهای مسلح ارمنستان منصوب شد. 
او در ۱۵ ژوئن ۲۰۲۰، با حکم رئیس جمهور ارمنستان به عنوان معاون اول رئیس ستاد کل نیروهای مسلح ارمنستان منصوب شد. 